# Ralph Boschung
Ralph Boschung (Monthey, 23 settembre 1997) è un ex pilota automobilistico svizzero, ha corso in Formula 2 dal 2017 al 2023 collezionando sei podi tra cui anche una vittoria. Nel febbraio del 2024 ha annunciato il ritiro all'età di 26 anni.
Con 121 partenze è il pilota con più presenze nella Formula 2

## Carriera

### Gli inizi
Nato a Monthey, Boschung inizia la sua carriera sui kart nel 2008. Boschung debutta nelle monoposto nel 2012, gareggiando nel campionato Formula BMW Talent Cup e finendo al quinto posto in classifica generale.
Nella stagione 2013 il pilota svizzero partecipa al campionato tedesco ADAC Formel Masters con il team KUG Motorsport. Ottiene una vittoria e 6 podi, concludendo la stagione al settimo posto.
Nella stagione 2014 continua nella categoria passando al team Lotus. In questa stagione ottiene otto podi confermando il settimo posto in classifica come l'anno precedente.

### GP3 Series
Nel 2015 Boschung partecipa all'intera stagione di GP3 Series con il team Jenzer Motorsport. Nella sua prima stagione nella categoria ottiene un podio nella gara sprint di Silverstone e si classifica all'undicesimo posto in classifica generale.
Nella stagione successiva prosegue nella categoria, ma passa alla Koiranen GP. Ottiene la sua prima vittoria in GP3 Series nella gara sprint al Red Bull Ring. Salta alcune gare sul finale di stagione per problemi di budget e termina il campionato all'undicesimo posto.

### Formula 2

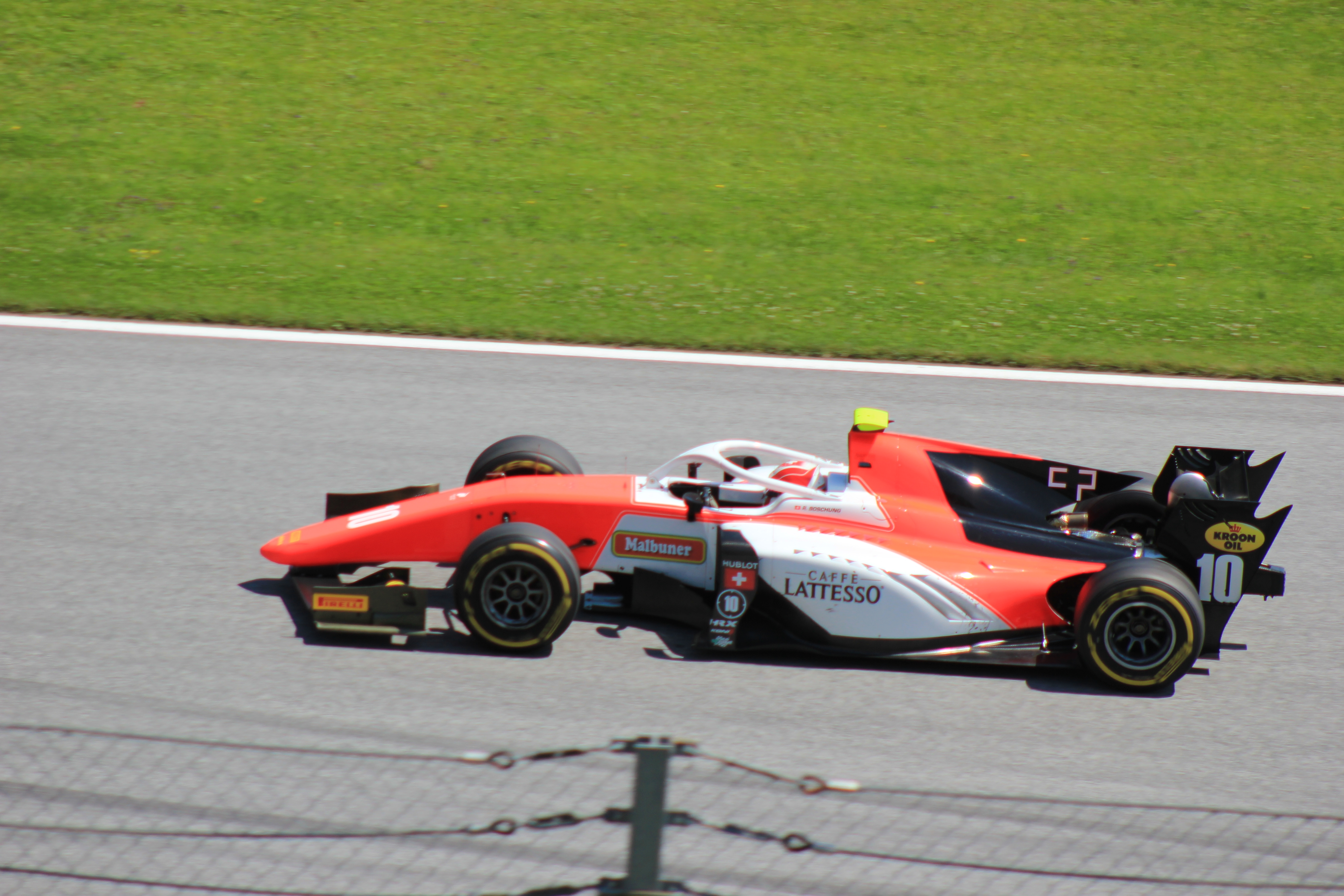
Boschung in Austria nel 2018 con il team MP Motorsport

Nel 2017 Boschung approda in Formula 2 con il team Campos. Con 3 piazzamenti a punti nell'intero campionato si ferma al 19º posto in classifica generale. Prima della fine della stagione si separa dal team Campos e non partecipa all'ultimo appuntamento della stagione ad Abu Dhabi.. Nella  stagione 2018 prosegue nella categoria passando al team MP Motorsport. Ottiene 17 punti nell'arco del campionato e non partecipa agli ultimi due appuntamenti, sostituito da Niko Kari.

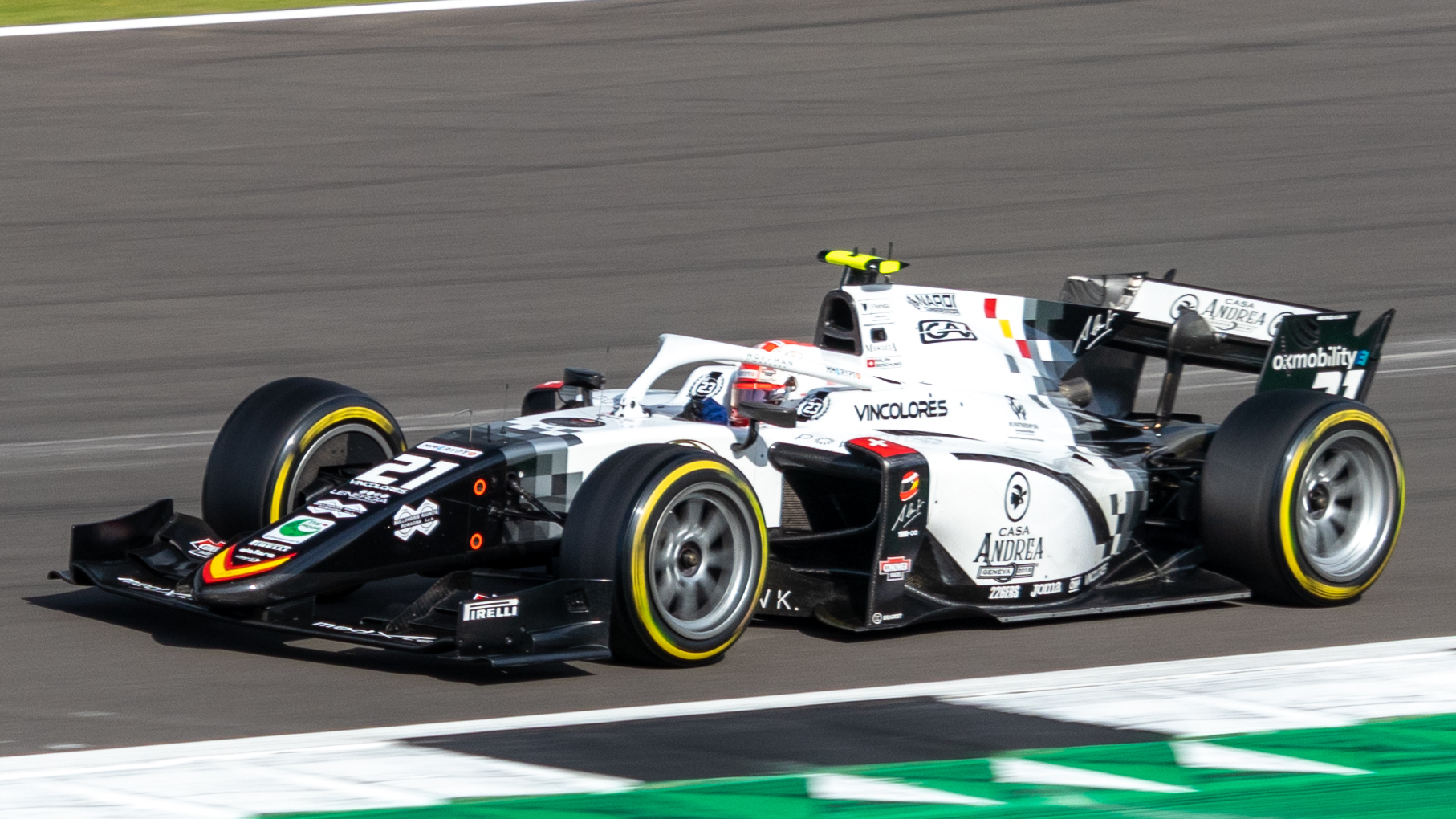
Boschung a Silverstone nel 2021 con il team Campos

Per la stagione 2019 si accorda con il team Trident per affrontare la sua terza stagione in Formula 2. A fine anno non viene confermato dal team e inizialmente non partecipa alla stagione 2020, 
Boschung ritorna in Formula 2 con il team Campos per partecitare alle ultime due gare della stagione.
Nel 2021 il team spagnolo ingaggia Boschung per la stagione 2021, la sua quinta stagione in Formula 2. Nella gara 1 di Monaco giunge quarto ottenendo il suo miglior piazzamento di sempre nella categoria. Boschung ottiene il suo primo podio in Formula 2 nella Feature Race di Gedda grazie il terzo posto dietro le due Prema Racing. Si ripete nella penultima gara della stagione, nella Sprint Race due di Yas Marina, arrivando terzo dietro il cinese Zhou Guanyu e il russo Robert Švarcman.
Il 23 novembre 2021, tramite i suoi profili social, Ralph Boschung conferma la sua presenza per la stagione 2022 con il team Campos Racing. Nella Feature Race di Imola lo svizzero torna a podio, sempre chiudendo terzo. Il pilota svizzero è costretto a saltare il round successivo a Barcellona a causa di dolori al collo, per il resto della stagione, sempre per lo stesso infortunio è costretto a saltare le gare di Monaco e Silverstone. Viste i suoi problemi fisici per il round di Spielberg viene sostituito dal ex pilota di Formula 1, Roberto Merhi. Boschung ritorna in pista nel round di Spa-Francorchamps dove nella Sprint Race torna a podio chiudendo terzo. Boschung chiude una stagione molto travagliata e finisce quindicesimo in classifica.
Nel 2023 Boschung viene confermato dal team spagnolo per la sua settima stagione nella serie. Dopo 97 corse nella serie, arriva nella Sprint Race di Sakhir la sua prima vittoria. Il giorno seguente ottiene anche il secondo posto nella Feature Race dietro a Théo Pourchaire. Per tutto il resto della stagione non riesce a tornare a podio e chiude sedicesimo in classifica piloti.
Il 6 febbraio 2024, Boschung ha annunciato sui propri social il proprio ritiro dalle corse all'età di 26 anni.

## Risultati

### Riassunto della carriera
| Stagione | Campionato             | Team                | Gare | Vittorie | Pole | Gpv | Podi | Punti | Pos. |
| -------- | ---------------------- | ------------------- | ---- | -------- | ---- | --- | ---- | ----- | ---- |
| 2012     | Formula BMW Talent Cup |                     | 3    | 4        | 2    | 3   | 1    | 37    | 5º   |
| 2013     | ADAC Formel Masters    | Team KUG Motorsport | 24   | 1        | 0    | 4   | 6    | 122   | 7º   |
| 2014     | ADAC Formel Masters    | Lotus               | 24   | 0        | 0    | 6   | 8    | 160   | 7º   |
| 2015     | GP3 Series             | Jenzer Motorsport   | 18   | 0        | 0    | 0   | 1    | 28    | 11º  |
| 2016     | GP3 Series             | Koiranen GP         | 12   | 1        | 0    | 1   | 1    | 48    | 11º  |
| 2017     | Formula 2              | Campos Racing       | 20   | 0        | 0    | 0   | 0    | 11    | 19º  |
| 2018     | Formula 2              | MP Motorsport       | 20   | 0        | 0    | 0   | 0    | 17    | 18º  |
| 2019     | Formula 2              | Trident Motorsport  | 14   | 0        | 0    | 0   | 0    | 3     | 19º  |
| 2020     | Formula 2              | Campos Racing       | 2    | 0        | 0    | 0   | 0    | 0     | 25º  |
| 2021     | Formula 2              | Campos Racing       | 23   | 0        | 0    | 1   | 2    | 59.5  | 10º  |
| 2022     | Formula 2              | Campos Racing       | 16   | 0        | 0    | 0   | 2    | 40    | 15º  |
| 2023     | Formula 2              | Campos Racing       | 25   | 1        | 0    | 0   | 2    | 37    | 16°  |

### Risultati in GP3 Series
(legenda) (Le gare in grassetto indicano la pole position) (Le gare in corsivo indicano Gpv)
| Stagione | Team              | 1   | 2   | 3   | 4   | 5   | 6   | 7   | 8   | 9   | 10  | 11  | 12  | 13  | 14  | 15  | 16  | 17  | 18  | Pos | Punti |
| -------- | ----------------- | --- | --- | --- | --- | --- | --- | --- | --- | --- | --- | --- | --- | --- | --- | --- | --- | --- | --- | --- | ----- |
| 2015     | Jenzer Motorsport | CAT | CAT | RBR | RBR | SIL | SIL | HUN | HUN | SPA | SPA | MNZ | MNZ | SOC | SOC | BAH | BAH | YMC | YMC | 11º | 28    |
| 2015     | Jenzer Motorsport | Rit | 14  | 8   | 8   | 8   | 3   | 13  | 8   | 9   | 8   | 9   | 7   | 11  | NP  | 10  | 9   | 12  | 11  | 11º | 28    |
| 2016     | Koiranen GP       | CAT | CAT | RBR | RBR | SIL | SIL | HUN | HUN | HOC | HOC | SPA | SPA | MNZ | MNZ | SEP | SEP | YMC | YMC | 11º | 48    |
| 2016     | Koiranen GP       | 10  | 10  | 4   | 1   | 6   | 12  | 5   | 22  | 15  | Rit |     |     | 18  | 9   |     |     |     |     | 11º | 48    |

### Risultati in Formula 2
(legenda) (Le gare in grassetto indicano la pole position) (Le gare in corsivo indicano Gpv)
| Anno | Team          | 1   | 2   | 3   | 4   | 5   | 6   | 7    | 8    | 9    | 10   | 11  | 12  | 13   | 14   | 15  | 16  | 17  | 18  | 19  | 20  | 21   | 22   | 23   | 24   | 25  | 26  | 27  | 28  | Punti | Pos. |
| ---- | ------------- | --- | --- | --- | --- | --- | --- | ---- | ---- | ---- | ---- | --- | --- | ---- | ---- | --- | --- | --- | --- | --- | --- | ---- | ---- | ---- | ---- | --- | --- | --- | --- | ----- | ---- |
| 2017 | Campos        | BAH | BAH | CAT | CAT | MON | MON | BAK  | BAK  | RBR  | RBR  | SIL | SIL | HUN  | HUN  | SPA | SPA | MNZ | MNZ | JER | JER | YMC  | YMC  |      |      |     |     |     |     | 11    | 19º  |
| 2017 | Campos        | 12  | Rit | 12  | 17  | 12  | Rit | 8    | 8    | 7    | Rit  | 11  | Rit | 11   | 16   | 13  | 13  | 15  | 13  | Rit | 19  |      |      |      |      |     |     |     |     | 11    | 19º  |
| 2018 | MP Motorsport | BHR | BHR | BAK | BAK | CAT | CAT | MON  | MON  | LEC  | LEC  | RBR | RBR | SIL  | SIL  | HUN | HUN | SPA | SPA | MNZ | MNZ | SOC  | SOC  | YMC  | YMC  |     |     |     |     | 17    | 18º  |
| 2018 | MP Motorsport | 10  | 7   | 7   | 8   | Rit | Rit | Rit  | Rit  | Rit  | 16   | Rit | 15  | 9    | 8    | 18  | Rit | Rit | 12  | 8   | Rit |      |      |      |      |     |     |     |     | 17    | 18º  |
| 2019 | Trident       | BHR | BHR | BAK | BAK | CAT | CAT | MON  | MON  | LEC  | LEC  | RBR | RBR | SIL2 | SIL2 | HUN | HUN | SPA | SPA | MNZ | MNZ | SOC  | SOC  | YMC  | YMC  |     |     |     |     | 3     | 19º  |
| 2019 | Trident       | 11  | 14  | 12  | Rit | 10  | 10  | 9    | Rit  | Rit  | 15   |     |     |      |      | 18† | 18  |     |     |     |     | 14   | 12   |      |      |     |     |     |     | 3     | 19º  |
| 2020 | Campos        | RBR | RBR | RBR | RBR | HUN | HUN | SIL1 | SIL1 | SIL2 | SIL2 | CAT | CAT | SPA  | SPA  | MNZ | MNZ | MUG | MUG | MNZ | MNZ | SAK1 | SAK1 | SAK2 | SAK2 |     |     |     |     | 0     | 25º  |
| 2020 | Campos        |     |     |     |     |     |     |      |      |      |      |     |     |      |      |     |     |     |     |     |     |      |      | 14   | Rit  |     |     |     |     | 0     | 25º  |
| 2021 | Campos        | BHR | BHR | BHR | MON | MON | MON | BAK  | BAK  | BAK  | SIL  | SIL | SIL | ITA  | ITA  | ITA | SOC | SOC | SOC | JED | JED | JED  | YMC  | YMC  | YMC  |     |     |     |     | 59.5  | 10º  |
| 2021 | Campos        | Rit | 17  | 15  | 4   | 5   | 6   | 6    | Rit  | 5    | 14   | Rit | 14  | 14   | 9    | 15  | 6   | C   | Rit | 15  | 9   | 3    | 9    | 3    | 9    |     |     |     |     | 59.5  | 10º  |
| 2022 | Campos        | BHR | BHR | JED | JED | IMO | IMO | CAT  | CAT  | MON  | MON  | BAK | BAK | SIL  | SIL  | RBR | RBR | PAU | PAU | HUN | HUN | SPA  | SPA  | ZAN  | ZAN  | MNZ | MNZ | YMC | YMC | 40    | 15º  |
| 2022 | Campos        | 4   | 4   | 15  | 15  | Rit | 3   | Inf  | Inf  | Inf  | Inf  | 15  | 9   | Inf  | Inf  | Inf | Inf | Inf | Inf | Inf | Inf | 3    | 14   | 17   | 15   | Rit | Rit | 18  | Rit | 40    | 15º  |
| 2023 | Campos        | BHR | BHR | JED | JED | ALB | ALB | BAK  | BAK  | MON  | MON  | CAT | CAT | RBR  | RBR  | SIL | SIL | HUN | HUN | SPA | SPA | ZAN  | ZAN  | MNZ  | MNZ  | YMC | YMC |     |     | 37*   | 16º  |
| 2023 | Campos        | 1   | 2   | 4   | 19  | Rit | 16  | Rit  | 20   | Rit  | Rit  | 17  | 15  | 17   | 14   | 20  | Rit | Rit | 19  | 8   | 10  | C    | 16   | 19   | 9    | 18  | 15  |     |     | 37*   | 16º  |

† Non ha terminato la gara, ma è stato ugualmente classificato avendo completato il 90% della distanza di gara.